# Ruente
Ruente is een gemeente in de Spaanse provincie en regio Cantabrië met een oppervlakte van 65,86 km². Ruente telt 1.044 inwoners (1 januari 2016).

## Demografische ontwikkeling
Bron: INE, 1857-2011: volkstellingen